# Catalyst Switch
Catalyst — торговая марка для коммутаторов компании Cisco Systems. Обычно продукцию этой серии ассоциируют с коммутаторами Ethernet, однако коммутаторы выпускались практически для всех видов сетей.
Cisco Systems приобрела несколько компаний и различные варианты коммутаторов Catalyst являются переименованной продукцией этих компаний. Оригинальные Catalyst серий 5000 и 6000 были основаны на продукции, первоначально разработаны Crescendo Communications. Серии 1700, 1900 и 2800 основаны на продукции Grand Junction Networks, а 3000 — Kalpana.
С 2020 года, торговая марка Catalyst используется не только для коммутаторов, но также для: 
- точек доступа серии Catalyst 9100
- контроллеров беспроводной сети Catalyst 9800
- маршрутизаторов Catalyst 8000